# Autogare de la STAO
L'autogare de la STAO est une œuvre architecturale mancelle bâtie en 1935 par la Société des transports automobiles de l'Ouest (STAO), réseau fleuron de la société centrale de chemins de fer et d'entreprise (devenue compagnie générale des transports Verney - GTV - en 1990). 
L'édifice est inscrit au titre des monuments historiques en 2008.   

## Localisation
Le bâtiment est situé au 20 avenue du Général-Leclerc, dans la ville du Mans, à proximité de la gare SNCF.

## Histoire
L'autogare a été le lieu unique permettant l'arrivée et le départ des autocars interurbains du réseau sarthois jusqu'à la réalisation du pôle multimodal de la gare en juillet 2013.
Le propriétaire Connex, acquéreur du groupe de transport de voyageurs Verney, indique n'avoir aucune idée de son devenir. Cependant, quelque temps après, la gare est vendue à un promoteur immobilier qui y entreprend le projet Patio-Rivoli. L'arrière est intégralement détruit, laissant place à un immeuble de rapport composé de trente appartements et un parking souterrain donnant sur la rue Auvray.
Seuls 500 m2 sont préservés de la démolition, côté rue Général-Leclerc, puisque la façade et la coupole sont inscrits au titre des monuments historiques depuis 2008.

## Description
Si le portail de métal de gauche a bien été réinstallé, si celui de droite a bien retrouvé son aspect de métal ajouré, il manque des inscriptions "STAO" dans les cartouches d'origine. L'ensemble reste déséquilibré à la suite de l'aménagement de l'entrée d'immeuble. Le geste architectural qui caractérise celle-ci est pour le moins indécis : il hésite entre le respect strict de la façade protégée et l'intervention autonome contemporaine qu'il aurait sans doute fallu privilégier.

## Articles connexes

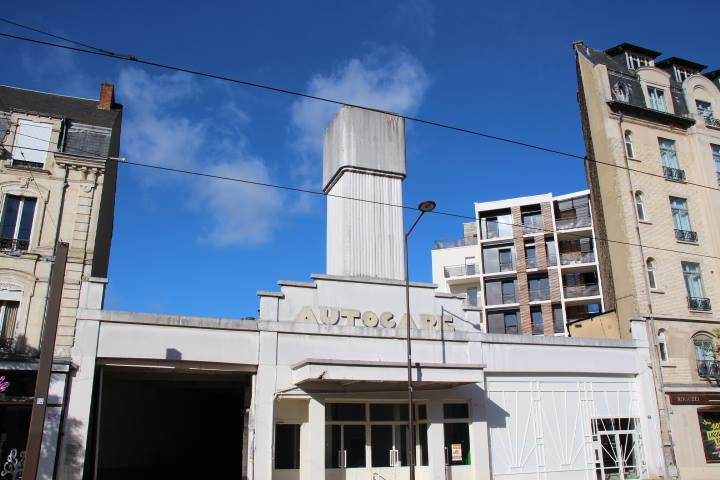
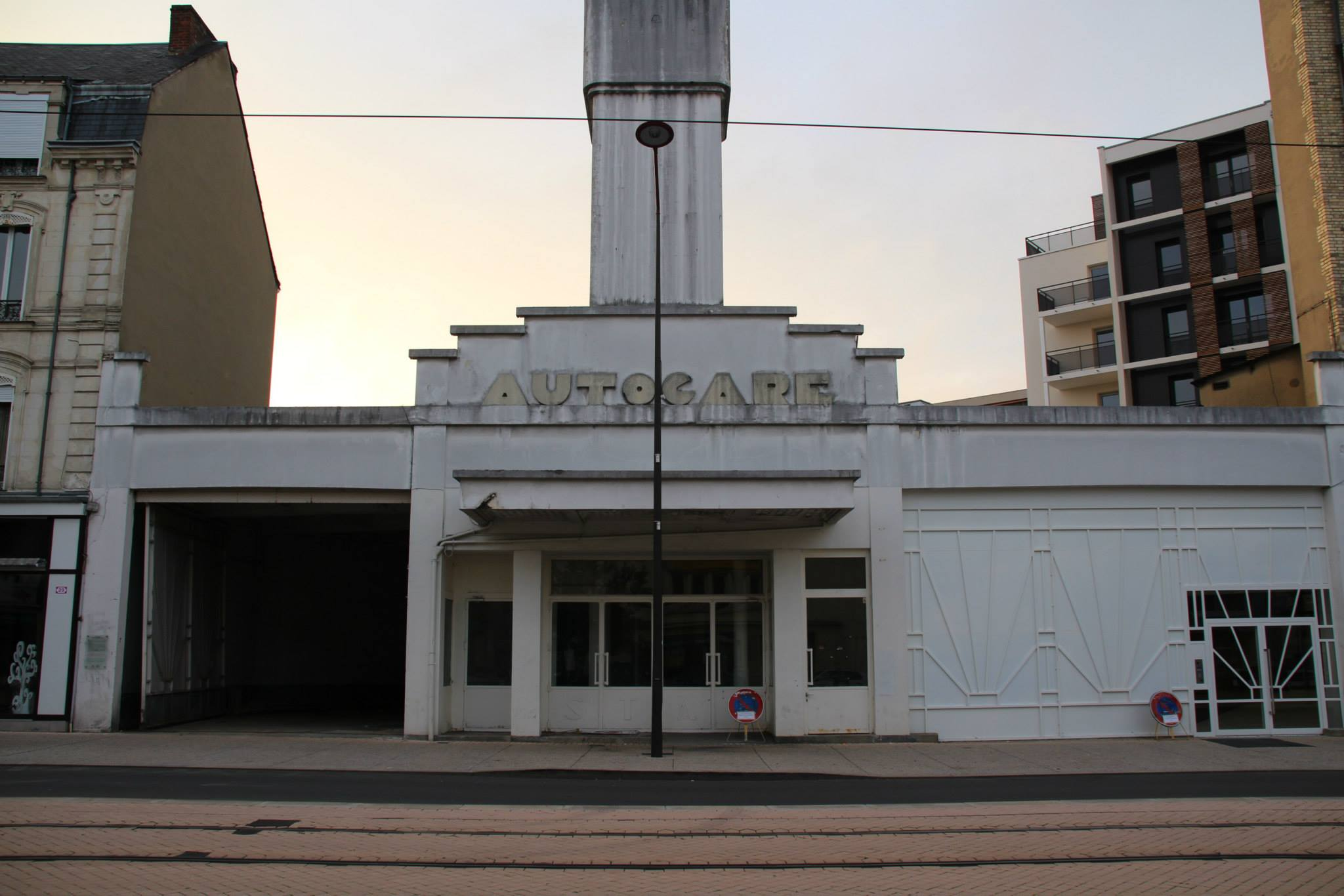
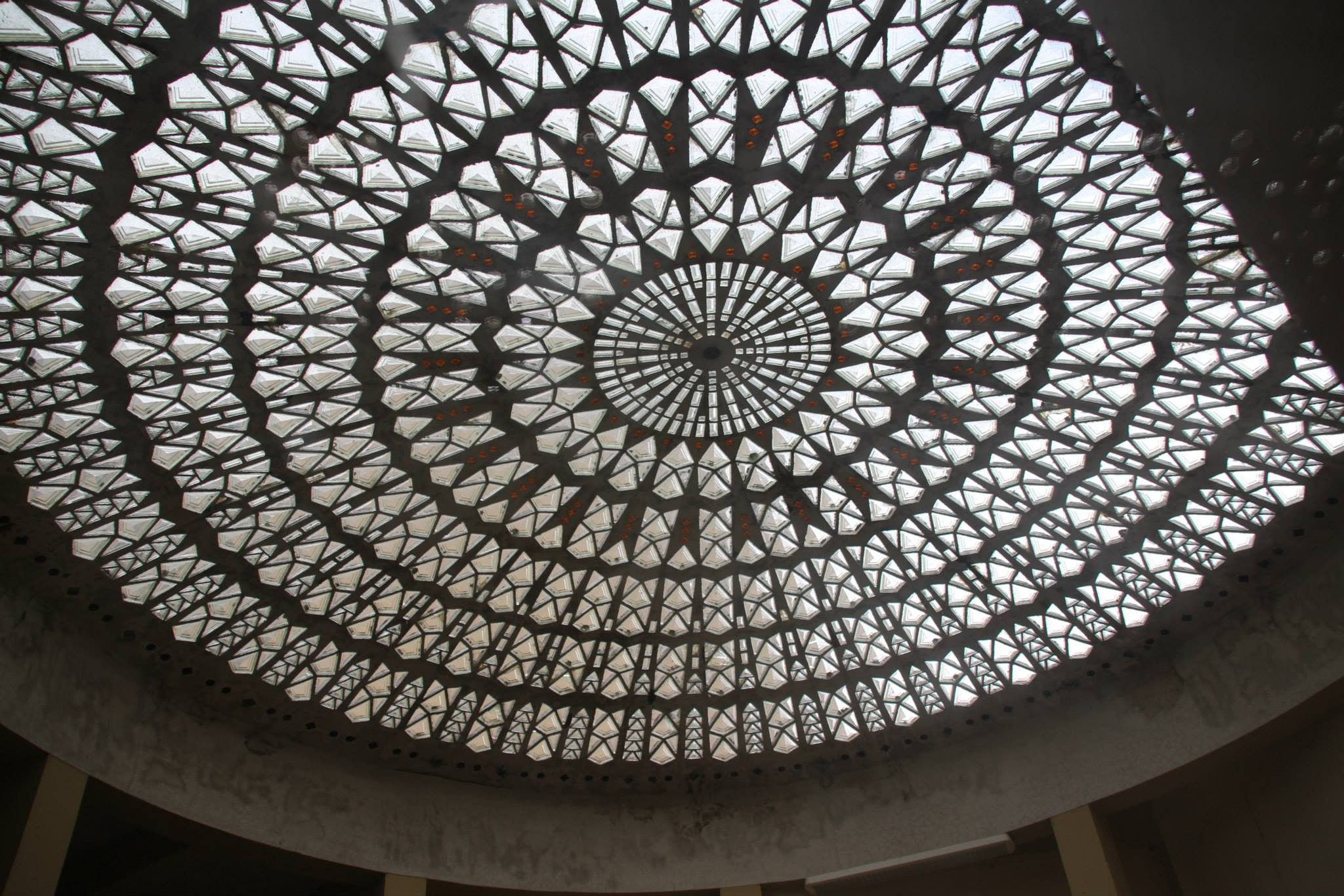
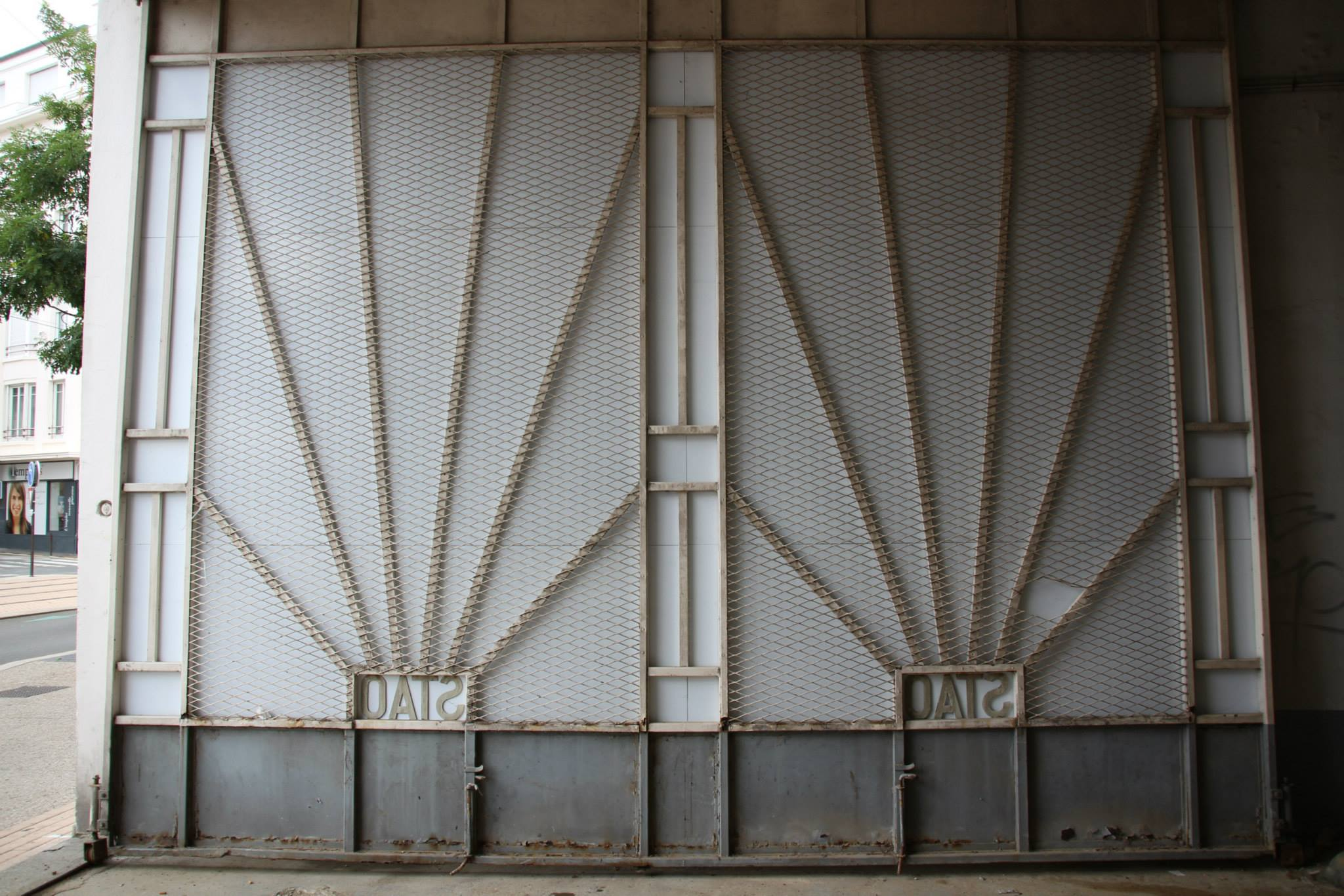
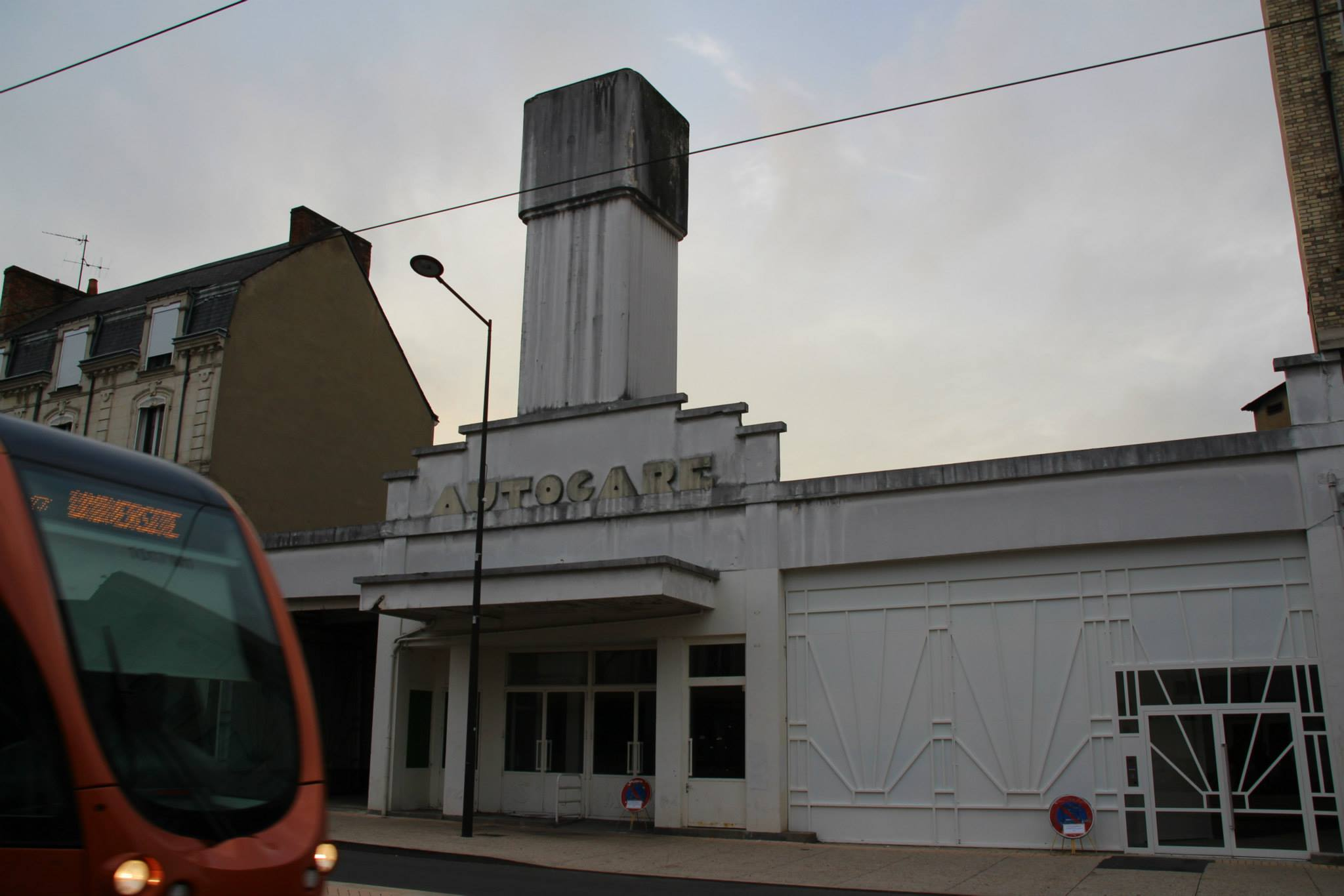

### liens externes
- Ressource relative à l'architecture :   - Mérimée

- Voir la façade actuelle et remonter dans le temps grâce à Google Street view ©
- « Association pour la sauvegarde du patrimoine des Transports Verney »
- Chroniques urbaines Radio Alpa, « L'autogare S.T.A.O. », sur Dailymotion, 11 novembre 2013 (consulté le 3 mai 2015)